# Tingnes
Tingnes ist eine Ortschaft in der norwegischen Kommune Ringsaker in der Provinz (Fylke) Innlandet. Der Ort hat 467 Einwohner (Stand: 1. Januar 2024).

## Geografie
Tingnes ist ein sogenannter Tettsted, also eine Ansiedlung, die für statistische Zwecke als eine städtische Siedlung gewertet wird. Der Ort befindet sich an der Südspitze der Halbinsel Neshalvøya. Diese Halbinsel trennt den Norden des Mjøsas, Norwegens flächenmäßig größten See, in einen nordwestlichen und einen nordöstlichen Teil. Südlich der Halbinsel liegt die Insel Helgøya im Mjøsa. Zwischen Tingnes und der Insel befindet sich der Sund Nessundet.
Etwa auf Höhe von Tingnes liegt auf der Ostuferseite des Mjøsas die Stadt Hamar. Auf der Westuferseite liegt etwas weiter nördlich die Stadt Gjøvik.

## Geschichte und Kirche

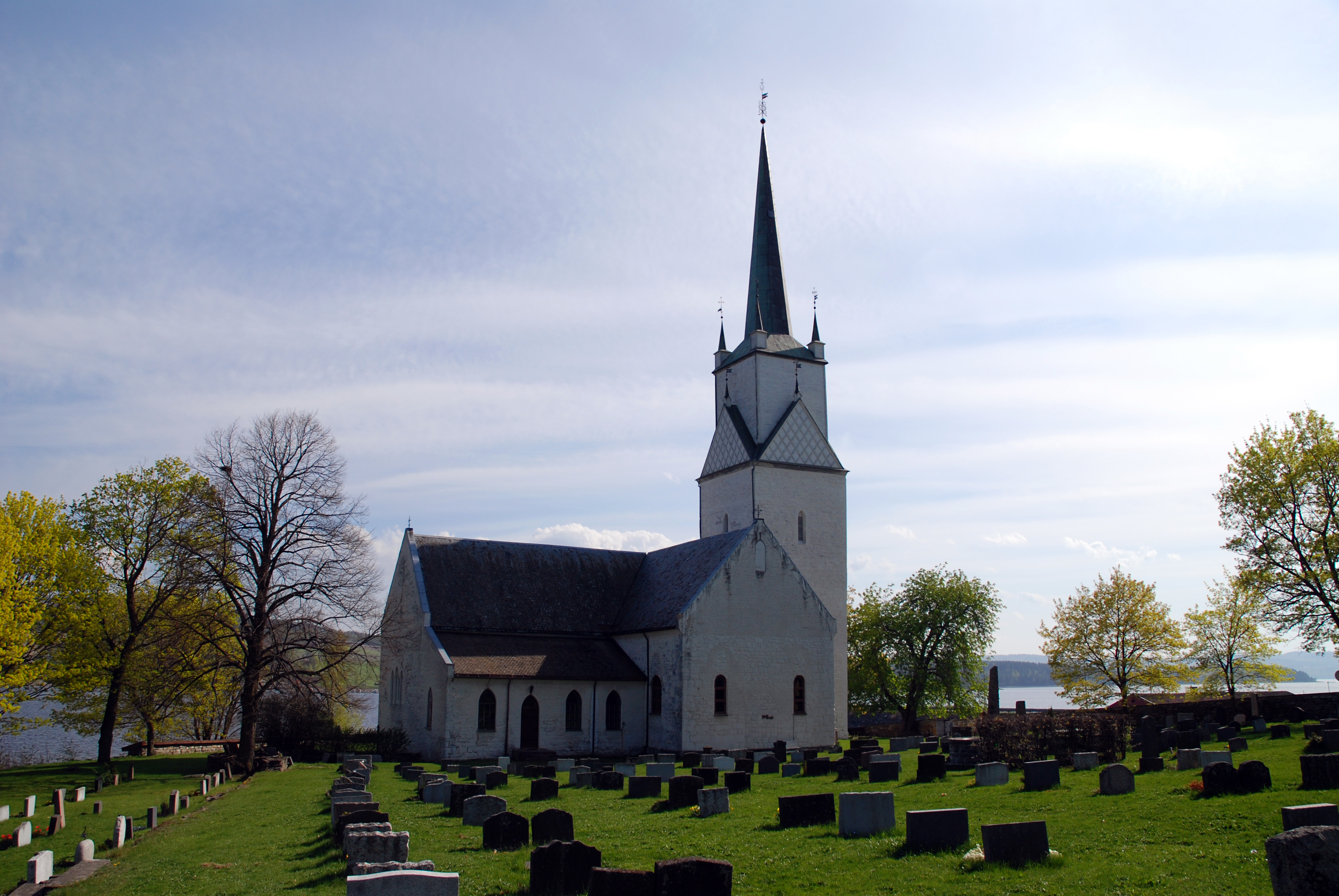
Kirche in Tingnes

Tingnes war bis Ende des Jahres 1963 Verwaltungssitz der Kommune Nes. Die Kommune Nes ging im Jahr 1964 in Ringsaker auf.
Die Nes kirke in Tingnes ist eine Kirche aus dem 12. Jahrhundert, die vermutlich in der Mitte des 13. Jahrhunderts umgebaut wurde. Das Gebäude hat heute einen kreuzförmigen Grundriss, nachdem im Jahr 1698 ein Kirchenschiff auf der Nordseite und im Jahr 1704 eines auf der Südseite angebaut wurde. Mit der Zeit kam es zu mehreren Kirchbränden, woraufhin sich das Innere der Kirche mehrfach änderte. Nach einem Brand im Jahr 1888 wurde die Kirche im neugotischen Stil restauriert.

## Verkehr
Aus dem Nordwesten führt der Fylkesvei 213 nach Tingnes. Die Straße führt von der Ortschaft über eine Brücke weiter auf die Insel Helgøya in den Süden. In den Nordosten verläuft von Tingnes aus der Fylkesvei 1706.